# Anaxandra (inslagkrater)
Anaxandra is een inslagkrater op Venus. Anaxandra werd in 1994 genoemd naar de Oud-Griekse kunstschilderes Anaxandra.
De krater heeft een diameter van 20,2 kilometer en bevindt zich in het quadrangle Nemesis Tesserae (V-13).